# Monochlorure d'iode
Le monochlorure d'iode est un composé inorganique constitué d'un atome d'iode et d'un de chlore. C'est un interhalogène.

## Synthèse
Il peut être synthétisé simplement par la combinaison de diiode et de dichlore :
I2 + Cl2 → 2 ICl.
Lorsque le dichlore réagit avec l'iode, on observe une vapeur brune de monochlorure d'iode. L'excès de chlore convertit le monochlorure d'iode en trichlorure d'iode dans une réaction réversible :
ICl + Cl2 = ICl3.

## Propriétés

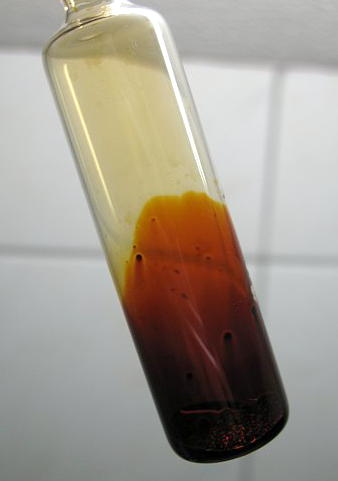
Monochlorure d'iode dans une ampoule.

Le monochlorure d'iode possède deux polymorphes : α-ICl et β-ICl.
Il se présente, à température et pression ambiantes, sous la forme d'un liquide rouge très foncé.
Il est soluble dans la pyridine, l'acide acétique ainsi que le disulfure de carbone.
Il s'hydrolyse pour former du chlorure d'hydrogène, de l'acide iodique et de l'iode.

## Applications
Le monochlorure d'iode est utilisé en synthèse organique comme agent de cyclisation électrophile, comme source de chlore pour la synthèse d'acide chlorhydrique.
Il est aussi utilisé en biologie comme radiotraceur pour les protéines.